# Somfy

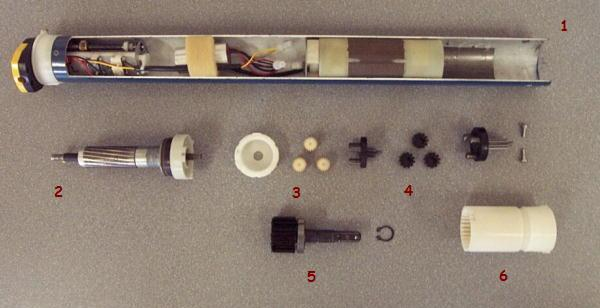
Des éléments intervenant dans un produit Somfy

Somfy (signifie Société d'Outillage et Mécanique du FaucignY) est un groupe industriel français fondé en 1969. Historiquement implanté à Cluses en Haute-Savoie, c'est aujourd'hui l'un des leaders mondiaux de la motorisation, de l'automatisation des ouvertures de l'habitat et du bâtiment et un pionnier de la maison connectée. La famille Despature est le principal propriétaire de Somfy.

## Historique
- En 1960 Louis Carpano et Charles Pons fondent la société Carpano & Pons de mécanique, micromécanique et décolletage de précision à Cluses au pied du mont Blanc en Haute-Savoie. Carpano & Pons est une des entreprises les plus dynamiques de la vallée de l'Arve dans une région réputée dans ce domaine pour la fabrication de pièces d’horlogerie suisse. Mais à la suite d'une restructuration de Carpano & Pons, une filiale de ce groupe est créée en 1969 : la Société d'Outillage et Mécanique du FaucignY (SOMFY)[4].
- En 1969, le groupe crée une filiale SOMFY allemande et une suédoise de motorisation de stores et volets pour se développer à l'International.
- En 1975 une filiale SOMFY est créée en France.
- En 1984, SOMFY est racheté par la famille Despature, qui contrôlait déjà Damart, et qui cherchait une diversification sur des produits saison Été.
- En 1990, SOMFY rachète la société Simu, son premier concurrent français, pour se diversifier vers les applications plus industrielles et éviter son rachat par une société japonaise.
- En 2002 SOMFY est coté à la Bourse de Paris séparément de Damart
- En 2006 SOMFY est un groupe d’envergure mondiale avec 590 millions d’euros de chiffre d'affaires pour 2005, implanté dans 43 pays des 5 continents avec un effectif de plus de 3 200 employés pour 45 filiales et 4 usines.
- En janvier 2008, SOMFY achète la société Zurflüh-Feller (400 personnes), spécialiste des composants et accessoires pour volets roulants fondée en 1920 et installée à Autechaux-Roide dans le département du Doubs.
- Le 18 janvier, SOMFY déclare avoir acheté 25,88 % de la société Agta Record, spécialiste de la fabrication de portes automatiques.
- En octobre 2008, SOMFY achète 89 % de la société Sirem (170 personnes, CA 26,4 M.€), spécialiste des motoréducteurs et pompes à commande électronique, installée à Saint-Maurice-de-Beynost dans le département de l'Ain.
- En 2012 le groupe SOMFY a réalisé un chiffre d'affaires de 989,6 millions d'euros et est désormais implanté dans 60 pays sur les 5 continents de la planète, avec un effectif de 7600 employés pour 76 filiales et 7 sites de production.
- En 2015 le groupe SOMFY dépasse le milliard de chiffre d'affaires.
- Avec la création, en 2015, du label d’éco-conception Act for Green, SOMFY place la sobriété énergétique et la préservation de l’environnement au cœur des enjeux du développement de ses nouveaux produits.
- Le 5 janvier 2015, SOMFYa cédé les 46,1 % qu'il détenait dans le groupe CIAT, à l'américain UTC (United Technologies Corporation).
- En décembre 2017, le groupe SOMFY et Legrand annoncent un partenariat pour offrir des services encore plus performants à leurs clients pour la « maison connectée »[5].
- En 2019, SOMFY innove en partenariat avec le groupe Liébot autour d’un nouvel usage - l’aération naturelle et sécurisée pour une meilleure qualité de l’air intérieur – et présente la première baie coulissante motorisée et connectée. Cette nouvelle gamme d’offres, regroupées en un programme « Somfy air », ouvre au Groupe un nouveau marché au potentiel important.
- En décembre 2020, SOMFY acquiert 60 % des parts de Repar'stores, une entreprise française spécialisée dans la réparation de volets roulants[6]. Lors de son exercice décalé 2019-2020, Repar'stores, leader sur le marché français, a dégagé un bénéfice net de 28,5 millions d'euros[7].
- En juillet 2022, SOMFY acquiert 75 % du capital de Teleco Automation, groupe italien leader des systèmes d'automatisation des pergolas bioclimatiques.
- En février 2023, l'action SOMFY est radiée d'Euronext Paris à la suite du retrait obligatoire intervenu après le succès de l'Offre Publique d'Achat Simplifiée initiée par le groupe familial Despature.

## Bourse
L’action de SOMFY était cotée depuis 2002 sur Euronext Paris (Code ISIN FR0013199916) et a été radiée le 9 février 2023 à la suite du retrait obligatoire intervenu après le succès de l'Offre Publique d'Achat Simplifiée initiée par son actionnaire de référence, le groupe familial Despature.

## Actionnariat
Après le retrait obligatoire et avant remise en place des dispositifs d'actionnariat salarié
| Nom                           | Actions    | %      |
| J.P.J.S.                      | 25 896 930 | 69,99% |
| JP 3                          | 4 534 244  | 12,25% |
| Autres actionnaires familiaux | 4 019 695  | 10,86% |
| Actionnaires salariés         | 1 573      | 0,00%  |
| Autodétention                 | 2 547 558  | 6,89%  |

## Management
- Président du Conseil d'Administration : Jean Guillaume Despature (famille Despature, fondatrice et propriétaire de Damart)
- Directeur général : Sébastien Picot
- Directrice générale déléguée chargée des Hommes, de la Culture et de l'Organisation : Valérie Dixmier
- Directeur financier : Tobias Schaper
- Responsable ventes et marques : Sébastien Picot

## Sites de production
- SITEM (Tunisie)
- SOMFY (France)
- SIMU (France)
- SOPEM (Pologne)
- LIANDA (Chine)
- BFT (Italie)
- WAY (Italie)
- DOMIS (France)

## Principaux concurrents
- Schneider Electric
- Hager, Legrand
- Avidsen